# Język starosaksoński
Język starosaksoński, język starosaski – język, którym posługiwali się Sasi i Anglowie we wczesnym średniowieczu. Bardzo wcześnie rozpadł się na dwie formy, które rozwinęły się w Anglii w język staroangielski, a w północnych Niemczech w język dolnoniemiecki.
Był bardzo blisko spokrewniony z językiem staroniderlandzkim. Część językoznawców uważa nawet, iż mógł być to ten sam język. Do dziś ich współczesne formy wykazują między sobą największą liczbę podobieństw wśród języków zachodniogermańskich.
Najstarsza poświadczona forma dolnoniemieckiego. Pierwszy raz poświadczony z IX wieku, po XII wieku przeszedł w język średnio-dolno-niemiecki.